# Jan-Eric Sandberg
Pour les articles homonymes, voir Sandberg.
Jan-Eric Sandberg (né le 4 juin 1952) est un joueur professionnel suédois de hockey sur glace.

## Biographie

### Carrière en club
Il commence sa carrière en senior avec le Skellefteå AIK en 1975.

## Statistiques

### En club
| Saison    | Équipe         | Ligue      |    | Saison régulière | Saison régulière | Saison régulière | Saison régulière | Saison régulière |   | Séries éliminatoires | Séries éliminatoires | Séries éliminatoires | Séries éliminatoires | Séries éliminatoires |
| Saison    | Équipe         | Ligue      | PJ | B                | A                | Pts              | Pun              | PJ               | B | A                    | Pts                  | Pun                  |                      |                      |
| 1975-1976 | Skellefteå AIK | Elitserien | 30 | 13               | 3                | 16               | 6                | -                | - | -                    | -                    | -                    |                      |                      |
| 1976-1977 | Skellefteå AIK | Elitserien | 33 | 6                | 4                | 10               | 8                | -                | - | -                    | -                    | -                    |                      |                      |
| 1977-1978 | Skellefteå AIK | Elitserien | 31 | 13               | 7                | 20               | 10               | -                | - | -                    | -                    | -                    |                      |                      |
| 1978-1979 | Skellefteå AIK | Elitserien | 30 | 10               | 4                | 14               | 24               | -                | - | -                    | -                    | -                    |                      |                      |
| 1979-1980 | Skellefteå AIK | Elitserien | 32 | 9                | 3                | 12               | 22               | -                | - | -                    | -                    | -                    |                      |                      |
| 1980-1981 | Skellefteå AIK | Elitserien | 32 | 13               | 11               | 24               | 6                | -                | - | -                    | -                    | -                    |                      |                      |
| 1981-1982 | Skellefteå HC  | Elitserien | 26 | 5                | 2                | 7                | 12               | -                | - | -                    | -                    | -                    |                      |                      |